# Samson Raphaelson
Samson Raphaelson (30 mars 1894 – 16 juli 1983) var en amerikansk manusförfattare och pjäsförfattare född i New York.
Raphaelson samarbetade med Ernst Lubitsch på nio olika filmer, däribland Tjuvar i paradiset, Den lilla butiken och Himlen kan vänta. Han skrev också manus till Alfred Hitchcocks film Illdåd planeras. Hans pjäs Jazzsångaren, filmatiserades 1927 som den första ljudfilmen någonsin. År 1977 tilldelade Screen Writers Guild honom Laurel Award för sin livslånga gärning. Han undervisade i dramatik vid Columbia University fram till sina sista år i livet. Hans fru Dorshka (Dorothy Wegman) (1904-1995) var även hon författare. Kända släktingar är brorsonen och filmaren Bob Rafelson och sonsonen Paul Raphaelson som är fotograf.